# 林行夫
林 行夫（はやし ゆきお、1955年 - 2022年7月11日）は、日本の文化人類学者。京都大学名誉教授。元地域研究コンソーシアム事務局長。

## 人物・経歴
大阪生まれ。大阪府立旭高等学校卒業後、1979年龍谷大学文学部社会学科卒業。1981年龍谷大学大学院文学研究科社会学専攻修士課程修了、京都大学東南アジア研究センター研究生、チュラーロンコーン大学大学院社会学・人類学専攻科留学（アジア諸国等派遣留学生）。1984年京都大学東南アジア研究センター研修員。1988年龍谷大学大学院文学研究科社会学専攻博士課程単位取得退学。
1988年国立民族学博物館研究部助手。1993年京都大学東南アジア研究センター助教授。2001年博士（学術）。2002年京都大学東南アジア研究センター教授。2006年京都大学地域研究統合情報センター教授。2007年地域研究コンソーシアム事務局長。2015年京都大学東南アジア地域研究研究所教授。2017年龍谷大学文学部歴史学科仏教史学専攻教授、京都大学名誉教授。

## 著書
- 『ラオ人社会の宗教と文化変容 : 東北タイの地域・宗教社会誌』京都大学学術出版会 2000年
- "Practical Buddhism among the Thai-Lao : religion in the making of a region" Kyoto University Press 2003年
- 『タイを知るための60章』（綾部恒雄と共編著）明石書店 2003年
- 『「境域」の実践宗教 : 大陸部東南アジア地域と宗教のトポロジー』（編著）京都大学学術出版会 2009年
- 『衝突と変奏のジャスティス』（谷川竜一, 原正一郎, 柳澤雅之と共編著）青弓社 2016年
- 『生きている文化を人に学ぶ』京都大学学術出版会 2017年
- 『日本と東南アジアの仏教交流 : その史実と展望』（編著）三人社 2022年